# Oost-Indisch Pakhuis (Delft)
Het Oost-Indisch Pakhuis van Delft is een voormalig pakhuis van de Vereenigde Oostindische Compagnie aan de Oude Delft. Het werd in 1653 gebouwd in opdracht van de VOC-kamer Delft, als uitbreiding van het Oost-Indisch Huis er schuin tegenover aan de andere kant van de gracht.
De VOC-kamer Delft had sinds 1631 een eigen onderkomen aan de westzijde van de Oude Delft, het Oost-Indisch Huis, ontstaan door het samenvoegen van enkele andere panden. Erachter waren twee pakhuisvleugels tot aan de stadsmuur, waarin de Aziatische waren werden opgeslagen. Eerst vooral specerijen, later ook andere waren zoals textiel, porselein, koffie en thee. Halverwege de 17e eeuw gingen de zaken goed en was uitbreiding gewenst. Het ca. 31 meter lange en ca. 16 meter brede nieuwe pakhuis bood nog meer opslagruimte en lag bovendien direct aan de gracht, zodat de lading van schuiten rechtstreeks of met een hijsbalk in het pakhuis gehesen kon worden. De schuiten voeren naar de Stadskolk, vanwaar grotere boten de goederen via de Delftse Schie aanbrachten uit Delfshaven, waar de Oost-Indiëvaarders afmeerden. Om de bouw van het pakhuis mogelijk te maken was in 1649 een op die plek aanwezige mouterij aangekocht en gesloopt. In 1665 werd het pakhuis nog uitgebreid met een tuin en een tuinhuis, en enkele jaren later met het huis De Trasmolen aan de Geer, dat het kleine pakhuis werd genoemd. Hierdoor ontstond een complex van twee pakhuizen, een tuin en een binnenplaats, dat helemaal doorliep van de Oude Delft naar de Geer. Naast het kleine pakhuis werd rond 1692 nog een ongeveer twee meter breed poortje gebouwd met een gebouwtje erboven, dat vanaf de Geer toegang gaf tot de binnenplaats en het grote pakhuis. Het kleine pakhuis had het uiterlijk van een woonhuis, met gewone ramen en een trapgevel. Het poortgebouwtje had een grote gevelsteen met het VOCD-monogram erop.

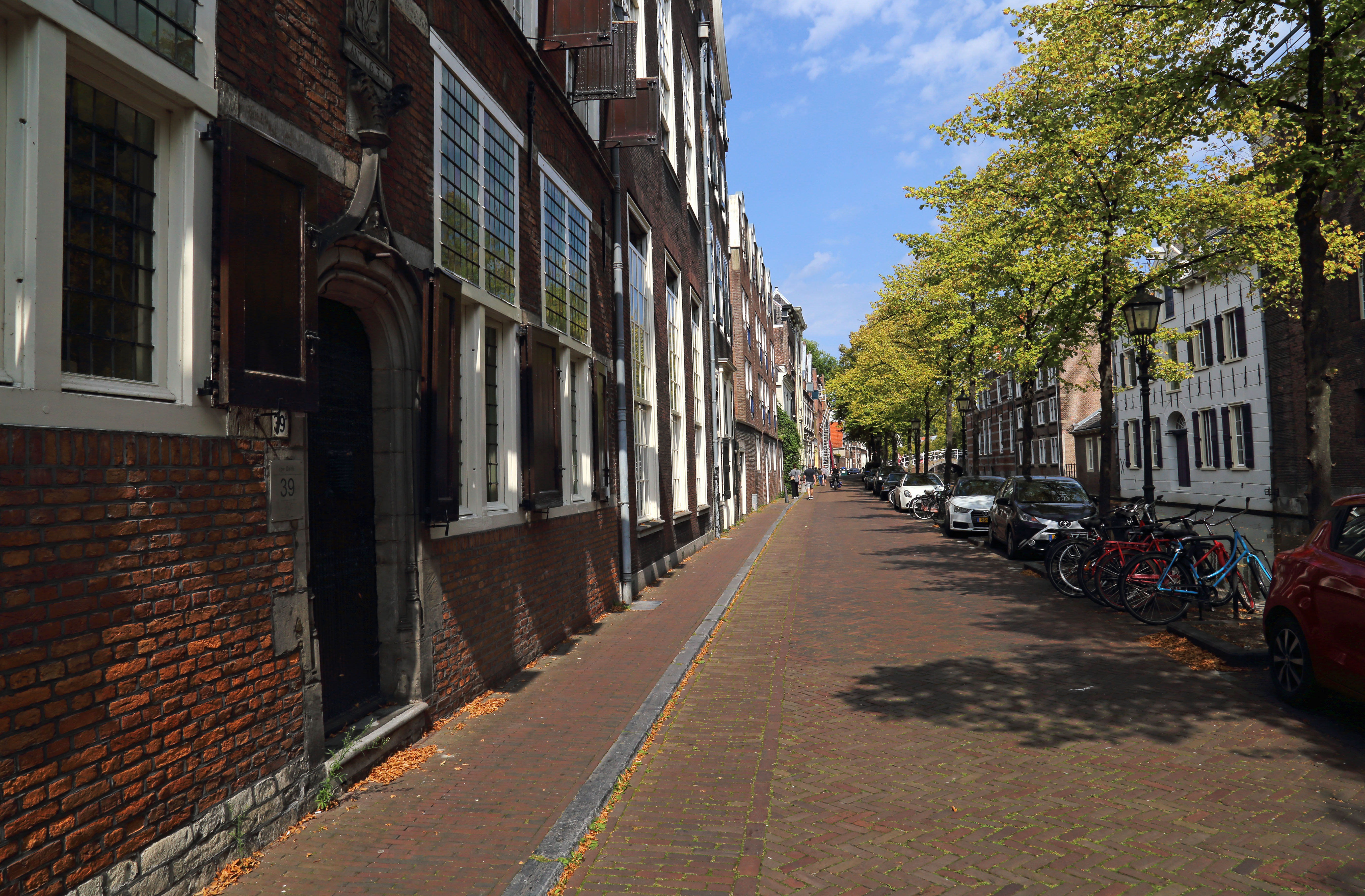
Links het Oost-Indisch Huis, rechts het Oost-Indisch Pakhuis.

De oudste beschrijving van het Oost-Indisch Pakhuis staat in de stadsbeschrijving van Delft van Dirck van Bleyswijck uit 1667: Er is volgens hem 'sedert eenige Jaren (...) een nieuw groot Packhuys opgerecht van drie verdiepingen boven den anderen alle seer bequaamlijk op het water uyt-komende met Deuren of Pack-solder-vensters om de goederen daer door in en uyt te voeren'.
In de jaren 1690-1693 werd naast het Oost-Indisch Pakhuis de uitbreiding van het Armamentarium gebouwd: het 'gebouw 1692'. Ten behoeve hiervan waren alle huizen en erven tussen het toenmalige Armamentarium en het pakhuis door de Gecommitteerde Raden van Holland en Westfriesland aangekocht en gesloopt.
Eind 17e eeuw had de VOC zeven pakhuismedewerkers in dienst. Rond 1750 waren dat er zevenentwintig, met nog twaalf garbuleurs, ook wel kruidlezers genoemd, die specerijen inspecteerden en sorteerden. Alle producten werden in aparte ruimtes opgeslagen. Vooral de specerijen bleven er soms lang liggen als het aanbod groter was dan de vraag, om te voorkomen dat de prijs te veel zou dalen.
Eind 18e eeuw ging het bergafwaarts met de VOC. Na het faillissement in 1795 werd het pakhuiscomplex in 1802 door de Raad van Aziatische bezittingen en etablissementen overgedragen aan de Contrarolleur-generaal van 's Lands werken en fortificatiën. Het ging toen deel uitmaken van het Armamentarium. Het verkeerde toen in zo'n bouwvallige staat dat besloten werd het kleine pakhuis en het poortje te slopen, waardoor een groot erf ontstond, en alleen het grote pakhuis te renoveren. In de periode 1822-1845 onderging het vele verbouwingen en kreeg het zijn huidige aanzien, met een geblokte bepleistering, ramen en deuren.

Het Armamentarium werd in 1967 een rijksmonument. Van 1986 tot 2013 was het Legermuseum er gevestigd. Toen dat naar Soesterberg verhuisde kreeg in 2015 het zuidelijke deel van het complex een hotel- en horecabestemming, terwijl het Oost-Indisch Pakhuis een kantoorgebouw werd.

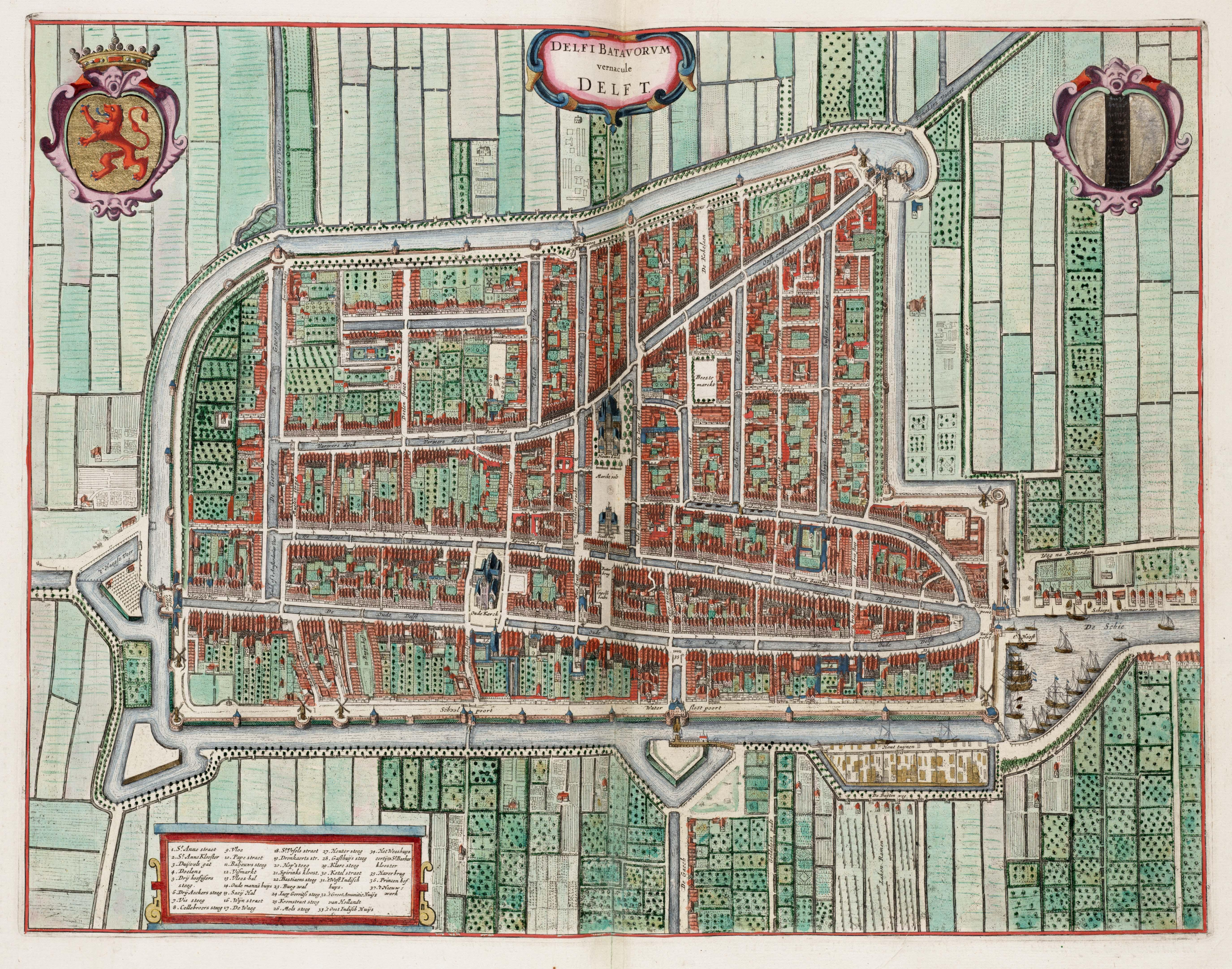
Kaart van Delft van vóór de bouw van het pakhuis.
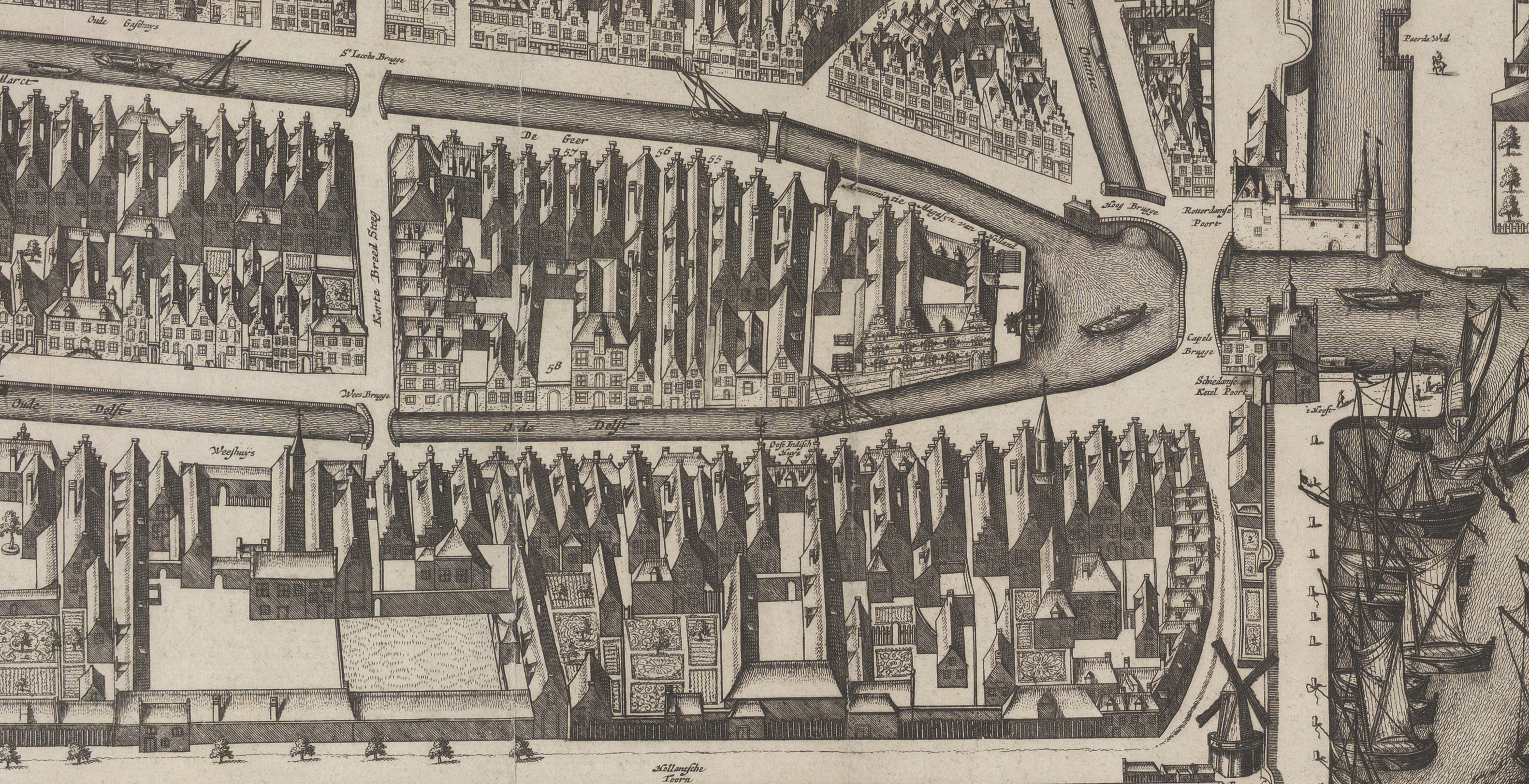
Het pakhuis (rechts van het erf met het getal 58) en directe omgeving op de kaart van Delft van 1678.
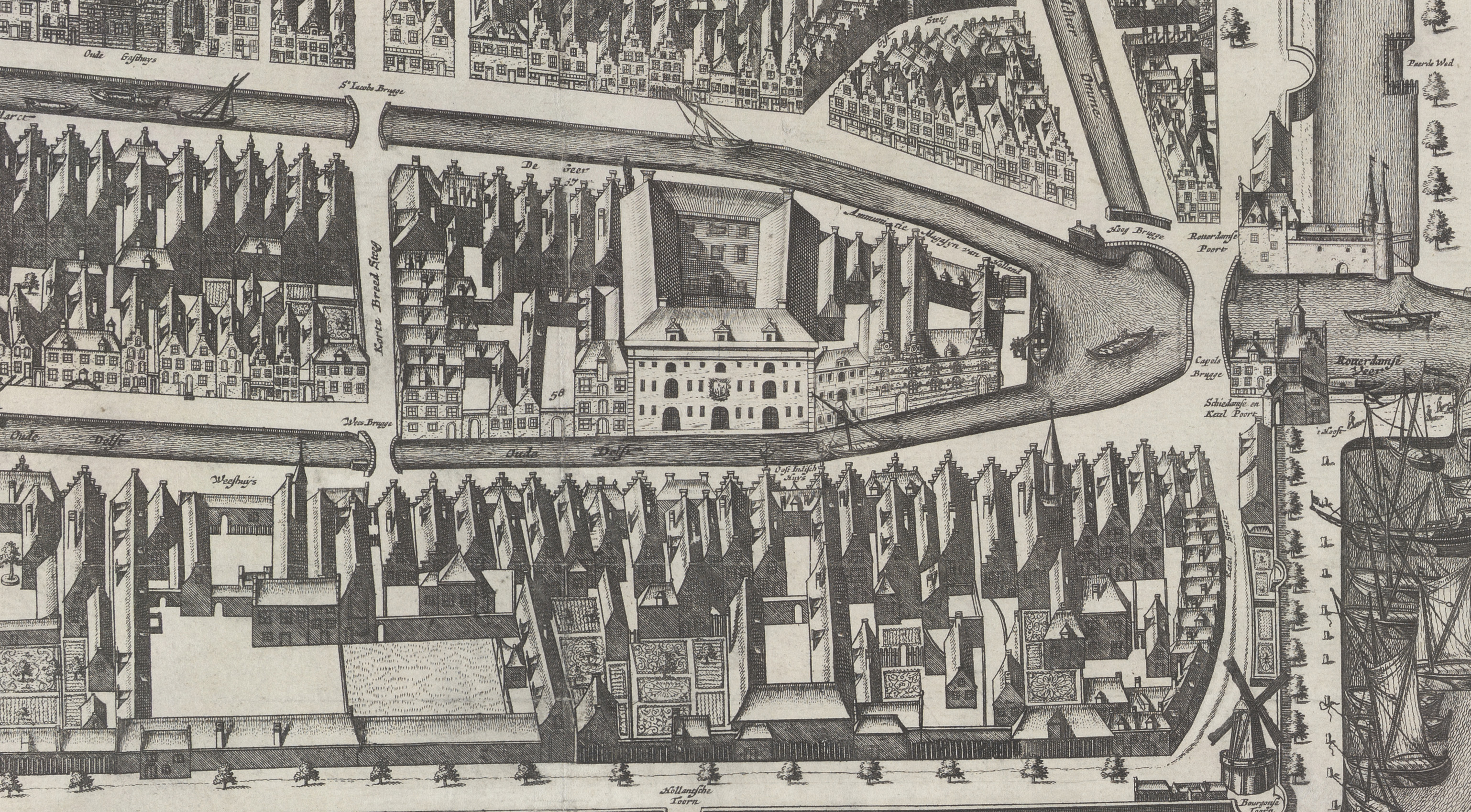
Het pakhuis (wat te smal getekend) en het nieuwe gebouw 1692 van het Armamentarium op de kaart van Delft van 1703.
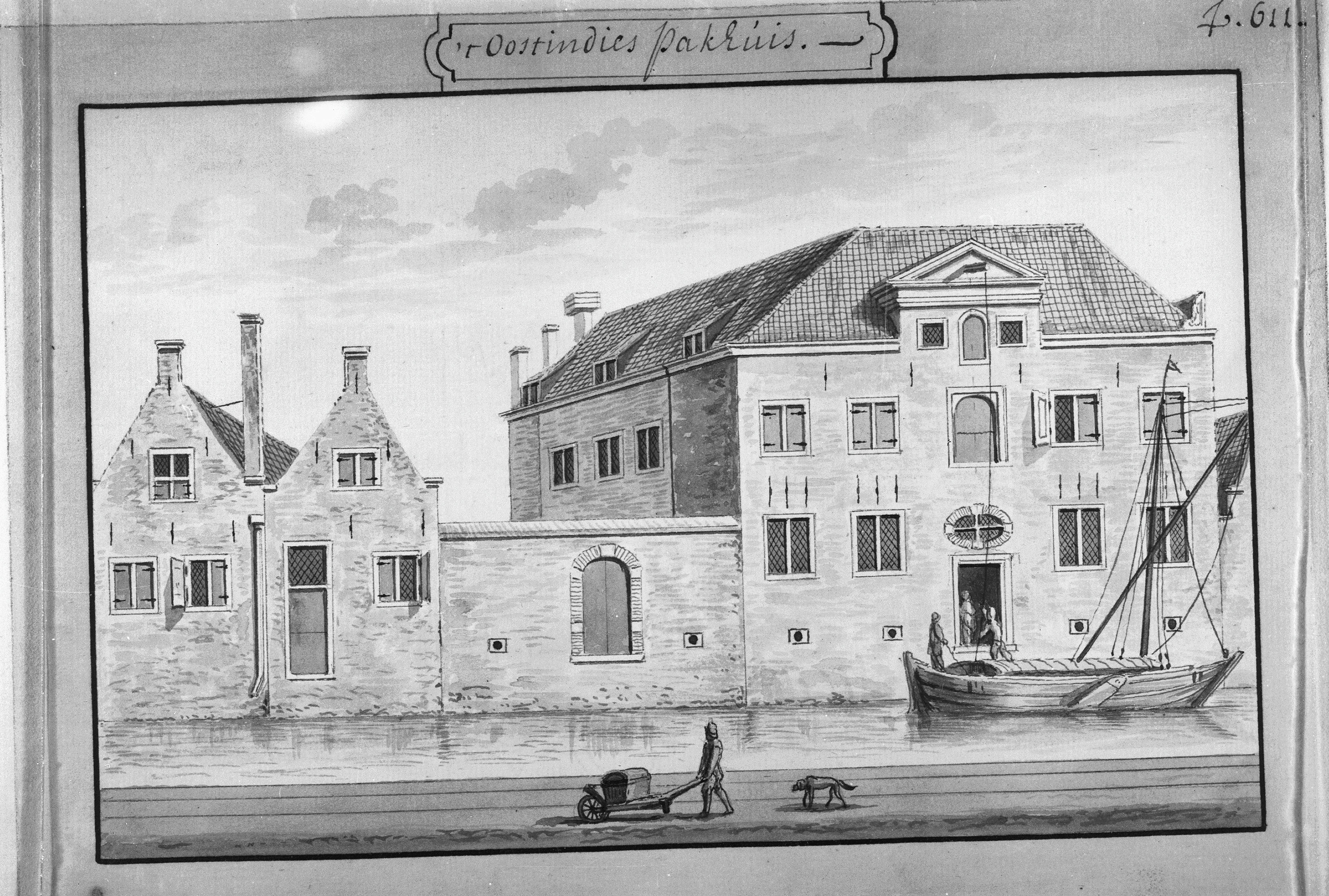
Het Oost-Indisch Pakhuis op een tekening van Abraham Rademaker, ca. 1720.
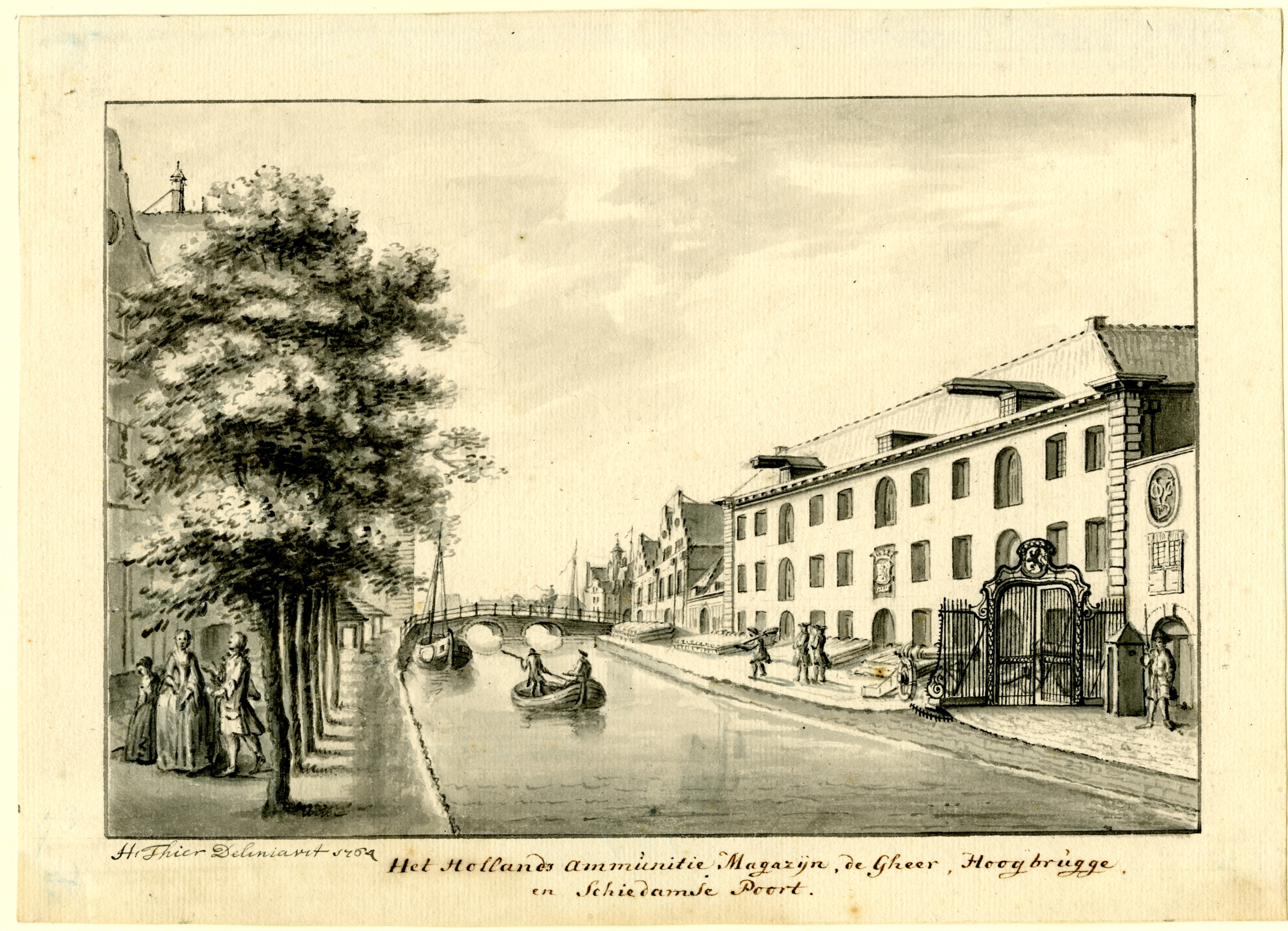
Gezicht vanaf de Geer. Rechts het poortje van het pakhuis. De soldaat houdt de wacht bij het Armamentarium. Tekening van Hendrik Thier uit 1764.
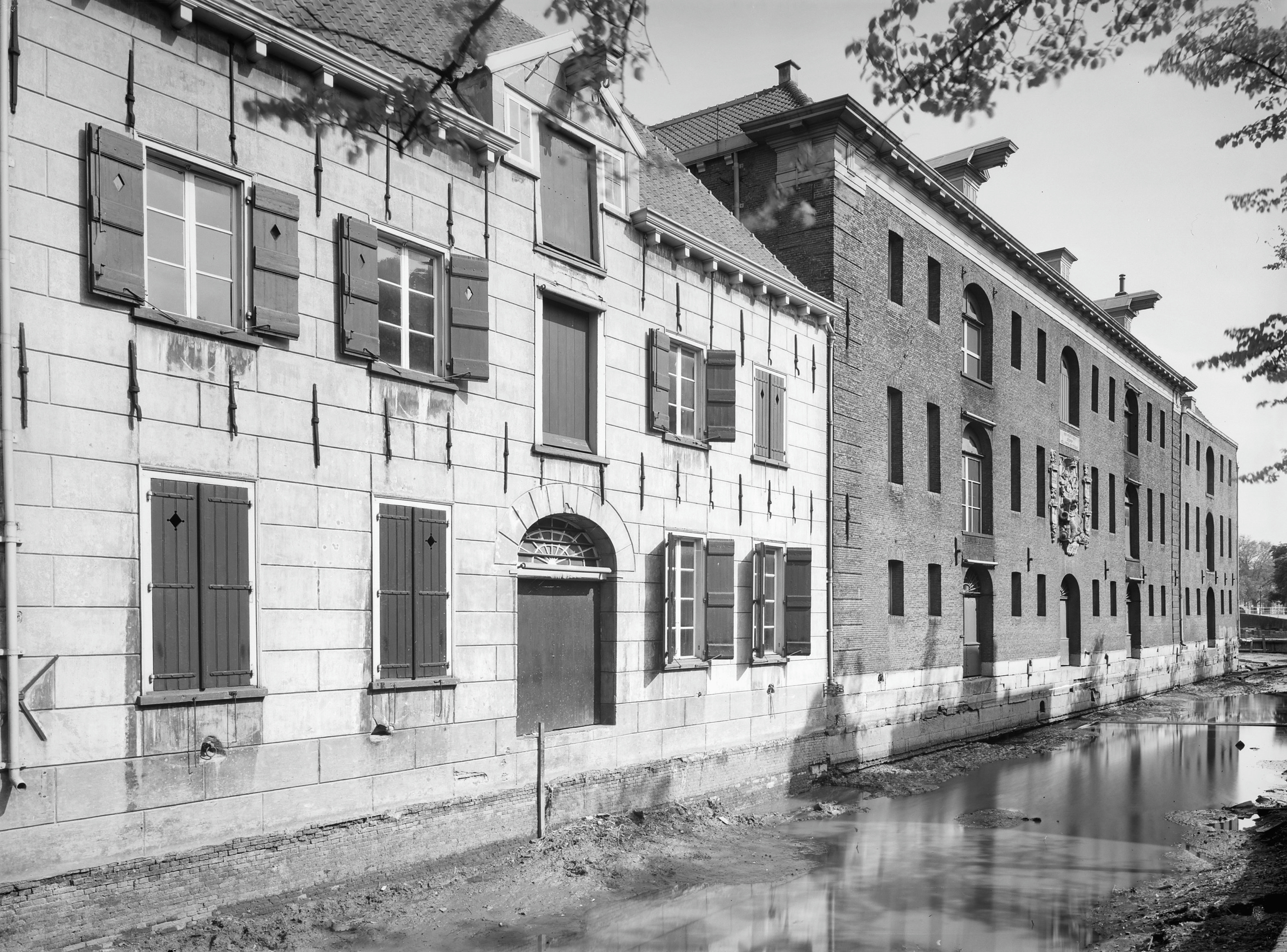
Het pakhuis en het Armamentarium op een foto uit 1934.
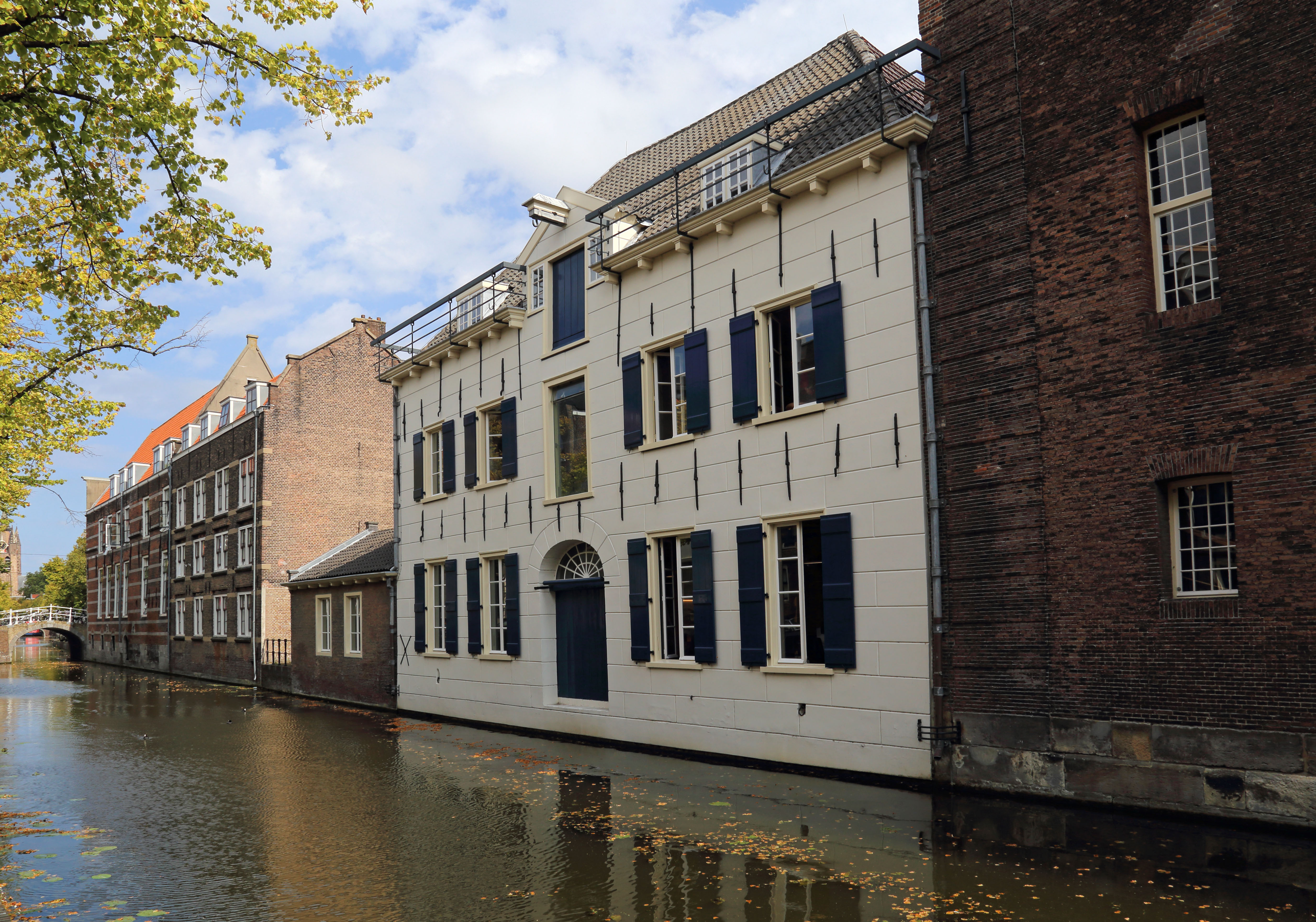
Het pakhuis gezien vanaf de Oude Delft.
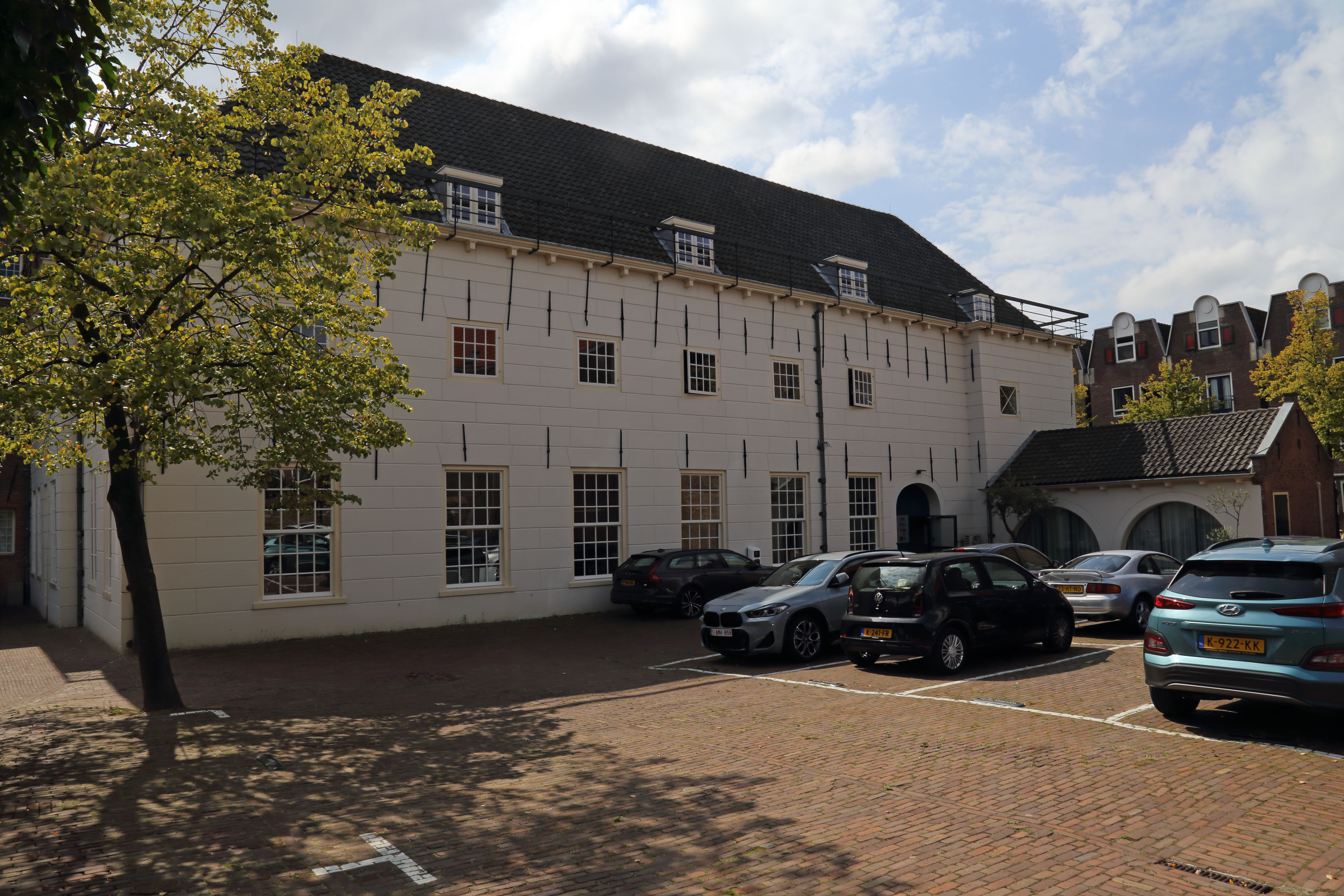
De zijgevel van het pakhuis.
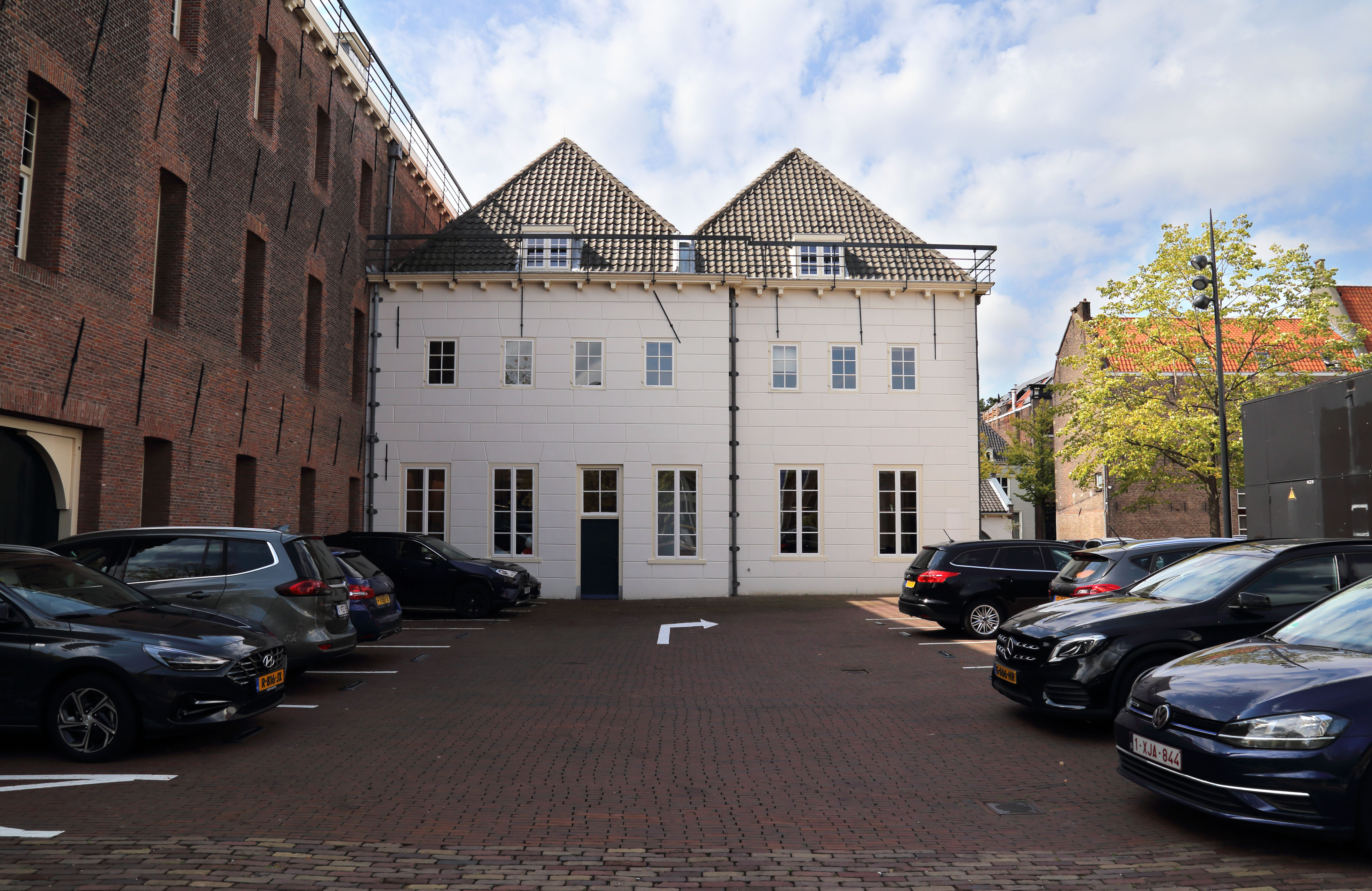
De achterkant van het pakhuis gezien vanaf de binnenplaats.
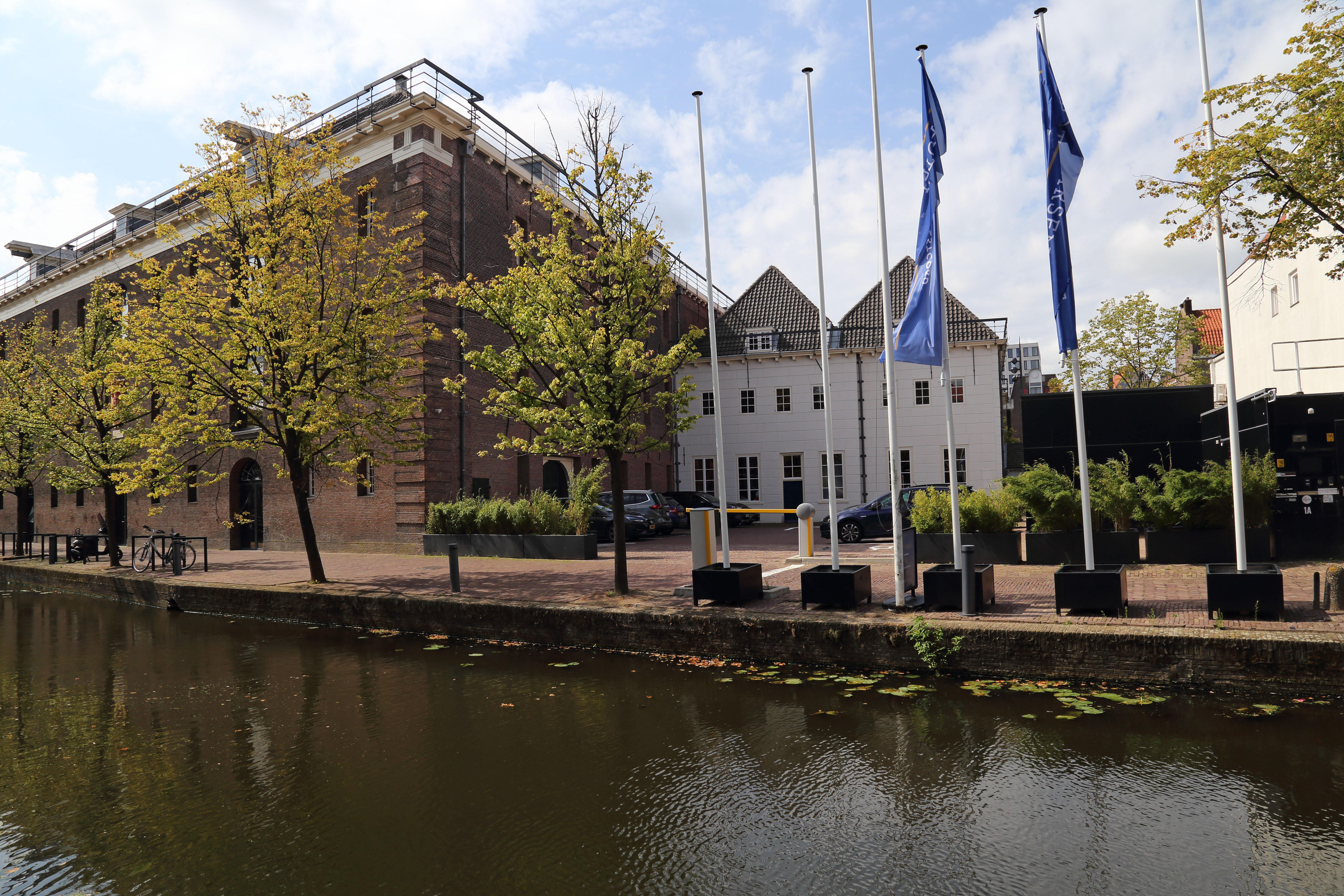
De achterkant van het pakhuis en het Armamentarium gezien vanaf de overkant van de Lange Geer.